# 奧潘市鎮

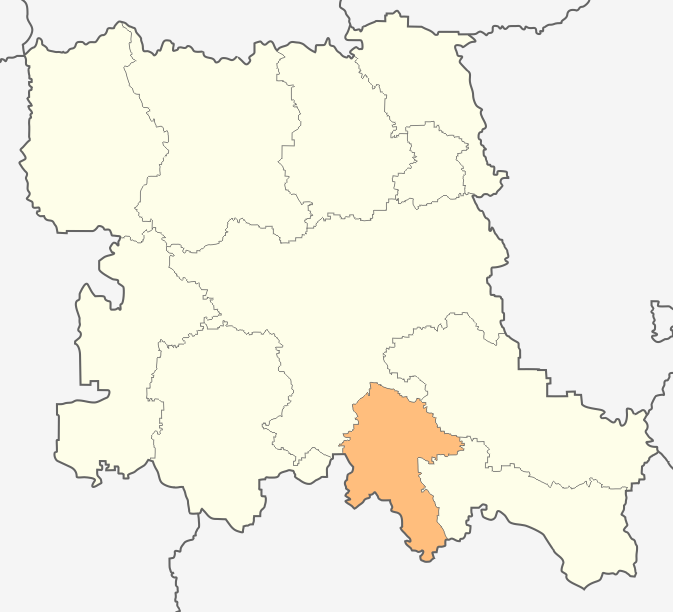

奧潘市，是保加利亞的城鎮，位於該國中南部，由舊扎戈拉州負責管轄，首府設於奧潘，面積257.48平方公里，2011年人口2,950，人口密度每平方公里257.48人。